# Ibirama-La Klãnõ
Terra Indígena Laklãnõ é uma área indígena brasileira, situada no estado de Santa Catarina, entre os municípios de Doutor Pedrinho, Itaiópolis, José Boiteux, e Vitor Meireles. Foi criada em 1926, e atualmente possui uma área oficial de 37 018 hectares, sendo habitada por três etnias indígenas, Xoclengues, Caingangues e Guaranis. Possui, atualmente, uma população total de 2057 indígenas. Atualmente é dividida em 9 aldeias sendo elas Plipatól, Palmeirinha, Figueira, Coqueiro, Toldo, Pavão, Sede e Bugio e kóplag

## Histórico
Eduardo de Lima e Silva Hoerhann foi responsável pelo primeiro contato amistoso com os xoclengues em 22 de setembro de 1914. Fundou na Foz do Rio Plate o Posto Plate, localizado no Distrito de Hamônia (atualmente Ibirama), no município de Blumenau, Vale do Itajaí. O posto foi denominado oficialmente como Posto Indígena Duque de Caxias onde Hoerhann atuou como encarregado do Serviço de Proteção aos Índios de 1914 até 1954.
Os índios, porém, não aceitaram fixar-se, defendendo o direito de ir e vir causando, muitas vezes, conflitos com os não índios. Segundo Batista, “com o aldeamento ocorre também um processo de profundas mudanças em sua cultura, a imposição de novos hábitos, a proibição de sua constante mobilidade em busca de alimentos e caça”. De acordo com Santos, os indigenas “tornavam-se cada vez mais dependentes do mundo dito civilizado”. Por fim, “o conjunto de crenças, valores e tecnologia dos Xokleng entrara em colapso final”.
Santos descreveu erroneamente, baseado em relatório de Jules Henry de 1932, a redução de 400 indivíduos do grupo inicial para 106 em um intervalo de 14 a 15 anos. Porém, em 1939 foram descritos 366 indígenas. Com base em relatórios, entre 1916 e 1943 teriam ocorrido um total de 61 óbitos entre xoclengues, caingangues e um não indígena, das mais variadas enfermidades, acidentes e homicídios. A imprecisão nos números se deve a impossibilidade de contar os indivíduos que não aceitavam o aldeamento, e, segundo Santos, "porque os índios iam e vinham e tal ele também não podia botar numa fila e mandar contar cada um". 

## Terra indígena
Do aldeamento dos Xokleng no Posto do Serviço de Proteção ao Índio surgiu a necessidade de estabelecer áreas em que pudessem se estabelecer, e em 1926, o que inicialmente era o Posto Indígena Duque de Caxias, tornou-se a terra indígena LaKlãnõ, criada pelo então governador de Santa Catarina, Adolfo Konder. O governo de Santa Catarina decidiu pelo aldeamento nas áreas que já ocupavam, no Rio Plate / Itajaí do Norte, pelo Decreto n° 15 de 03 de abril de 1926, que defendia uma área de 41.430,000 m², ou 4.143 hectares, que, segundo Santos, jamais foi cumprido.
Em 1956, o governo estadual demarcou a área num total de 14.156,58 hectares, mas o título definitivo de propriedade só veio em 1965, num momento em que a terra já havia sido invadida e diminuíra consideravelmente. Segundo Santos, “o aumento progressivo do fluxo de imigrantes europeus no Vale do 
Itajaí, ocupando territórios antes ocupados pelos Xokleng gerou uma série de conflitos, e diversos ataques aos colonos. O clima de insegurança gerada por esses assaltos pôs em risco todo o processo de colonização”. Santos afirma ainda que na primeira metade do século XIX os Xokleng habitavam a região serrana nas florestas do Rio Taquari, no Rio Grande mas, com a intensificação da colonização européia eles foram empurrados definitivamente para os limites de Santa Catarina, onde havia “áreas de sertão ainda não exploradas e difíceis de serem percorridas”.
A Terra Indígena foi declarada de posse permanente dos grupos indígenas Xokleng, Kaingang e Guarani pela portaria nº 1.128, de 13 de agosto de 2003, do Ministério da Justiça, aumentando a área para 37 mil hectares.
Entre os Xokleng há a presença também dos Kaingang e dos Guaranis. Os Kaingang, provenientes do Paraná, vieram inicialmente em duas famílias, trazidas à região com o objetivo de atrair e pacificar os Xokleng, resultando daí vários casamentos entre as tribos. Nos anos 1950, várias famílias de Guaranis também vieram para a região, porém não se misturaram nem culturalmente, nem socialmente com os Xokleng, vivendo isolados dos demais grupos. Além dos índios, muitos cafusos remanescentes da Guerra do Contestado vieram para a região na década de 1940.
Atualmente ela é  dividida em 8 aldeias Palmeirinha, Figueira, Coqueiro, Toldo, Plipatol, Pavão, Sede E Bugio.

## Governo e Política

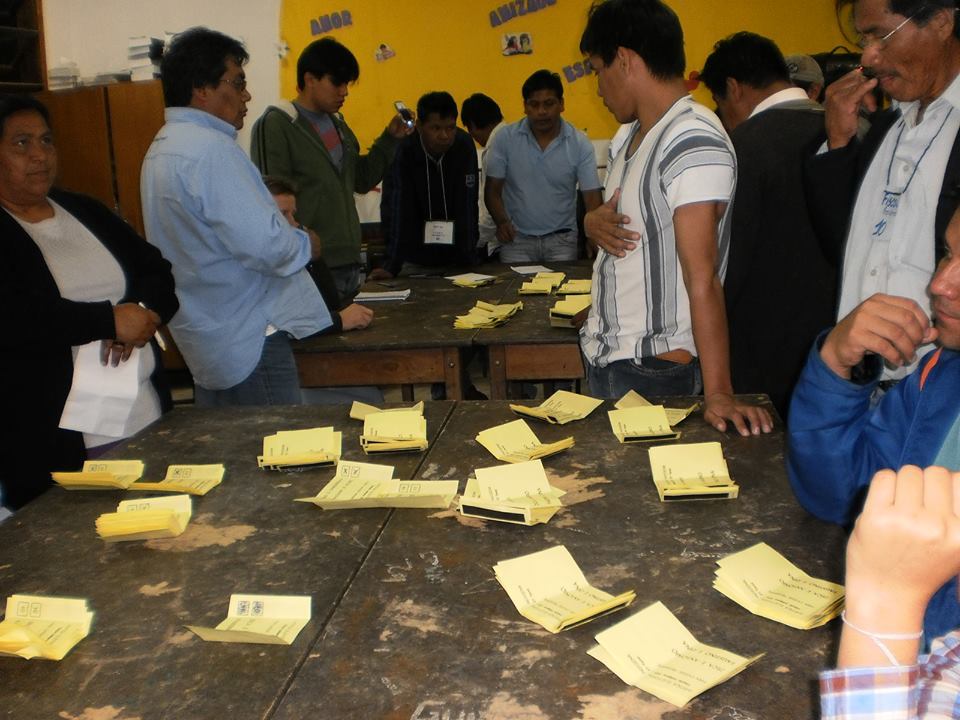
Eleições 2011 Na Terra Indígena Laklãnõ. Segundo o Estatuto Da Política Interna, "todos residentes da Terra Indígena Laklãnõ tem o direito ao sufrágio voto universal direto e secreto para escolher seus candidatos"

A Terra Indígena Laklãnõ é uma espécie de governo Presidencialismo tendo o cacique Presidente e caciques regionais.[carece de fontes?]

O cacique presidente é como um chefe de estado e de governo, chefe do executivo da Terra Indígena Laklãnõ, Os caciques regionais são como governadores, compete a eles administrar a sua aldeia de forma democrática, e ao mesmo tempo que são governadores exercem a função de legisladores da Terra Indígena Laklãnõ.[carece de fontes?]

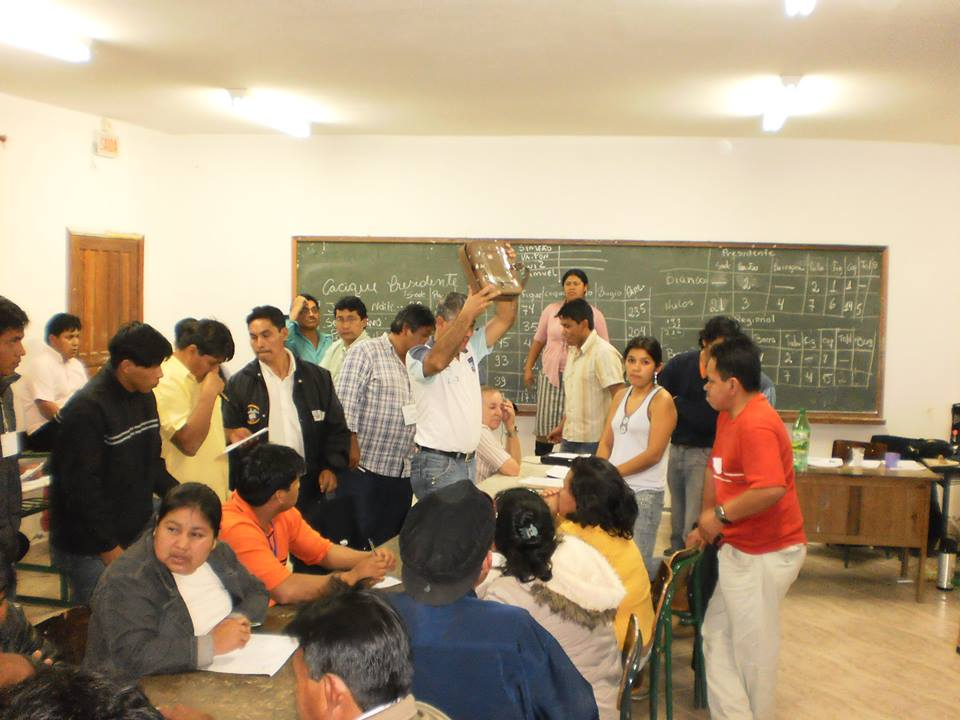
Eleições 2011 Na Terra Indígena Laklãnõ. Este evento acontece de 3 em 3 anos

Nela também há um juiz a quem compete exercer a função judicial e fazer cumprir o estatuto interno.[carece de fontes?]
A Terra Indígena Laklãnõ é dirigida por um Estatuto Da Política Interna criado pelos próprios Xoclengues e que é reconhecida nacionalmente pelo Ministério Público Federal. O Estatuto foi criado em 30/04/1983 e apresentada pela primeira vez em 03/08/1996 e revisada em 01/05/2002, segundo o Artigo 7° do Estatuto Da Política Interna "que durante 3 em 3 anos todos residentes da Terra Indígena Laklãnõ correrão as urnas para escolher seus candidatos sucessórios dos atuais Cacique Presidente e Caciques Regionais".
A Laklãnõ contem  nela 9 aldeias cada uma administrada por seus cacique.[carece de fontes?]

## Barragem Norte
Ao longo do tempo, a terra demarcada foi sofrendo várias transformações. Uma dessas transformações foi a Barragem Norte, construída na década de 1970, com a finalidade de represar as águas do Rio Hercílio e assim evitar as cheias no Vale do Itajaí; a barragem, porém, acabou causando a inundação de 900 hectares de terras de Ibirama, em especial as terras mais produtivas. Tal inundação obrigou os Xokleng a mudar para terras mais altas, porém menos produtivas, o que influenciou no seu sustento.[carece de fontes?]

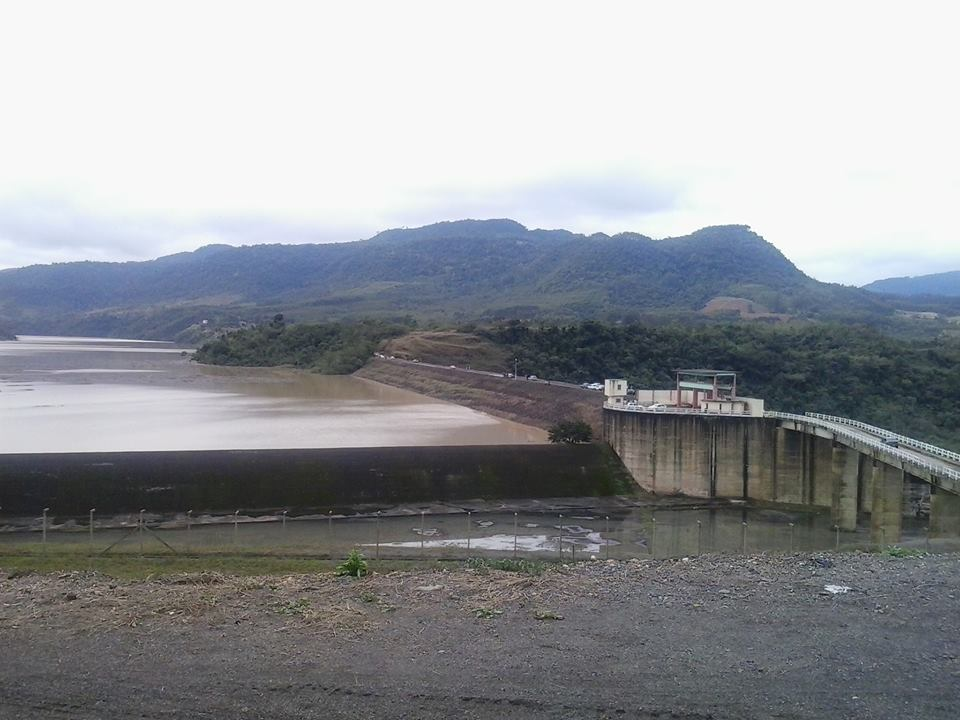
A Maior Enchente Já Registrada Na Barragem Norte Em José Boiteux No Ano De 2014 Causou Grandes Inundações Na Terra Indígena Laklãnõ.

De acordo com os Xokleng “depois da barragem, só sobrou para a gente pedra e terra seca”, “antes da barragem vivíamos todos juntos”, “a água do rio era clara, dava para ver as pedras do fundo, agora só restou essa água lamacenta”, “muitos já se afogaram por causa das cheias repentinas”, “a única parte que dava para fazer roça foi inundada”, “perdemos nossas casas com tudo que tinha dentro por causa da barragem”. Conforme Namen, não houve qualquer consulta prévia para a construção da barragem, sendo que “a Funai, considerando que as terras indígenas compõem o patrimônio da União, concedeu as terras ao Departamento Nacional de Obras de Saneamento (DNOS)”.[carece de fontes?]

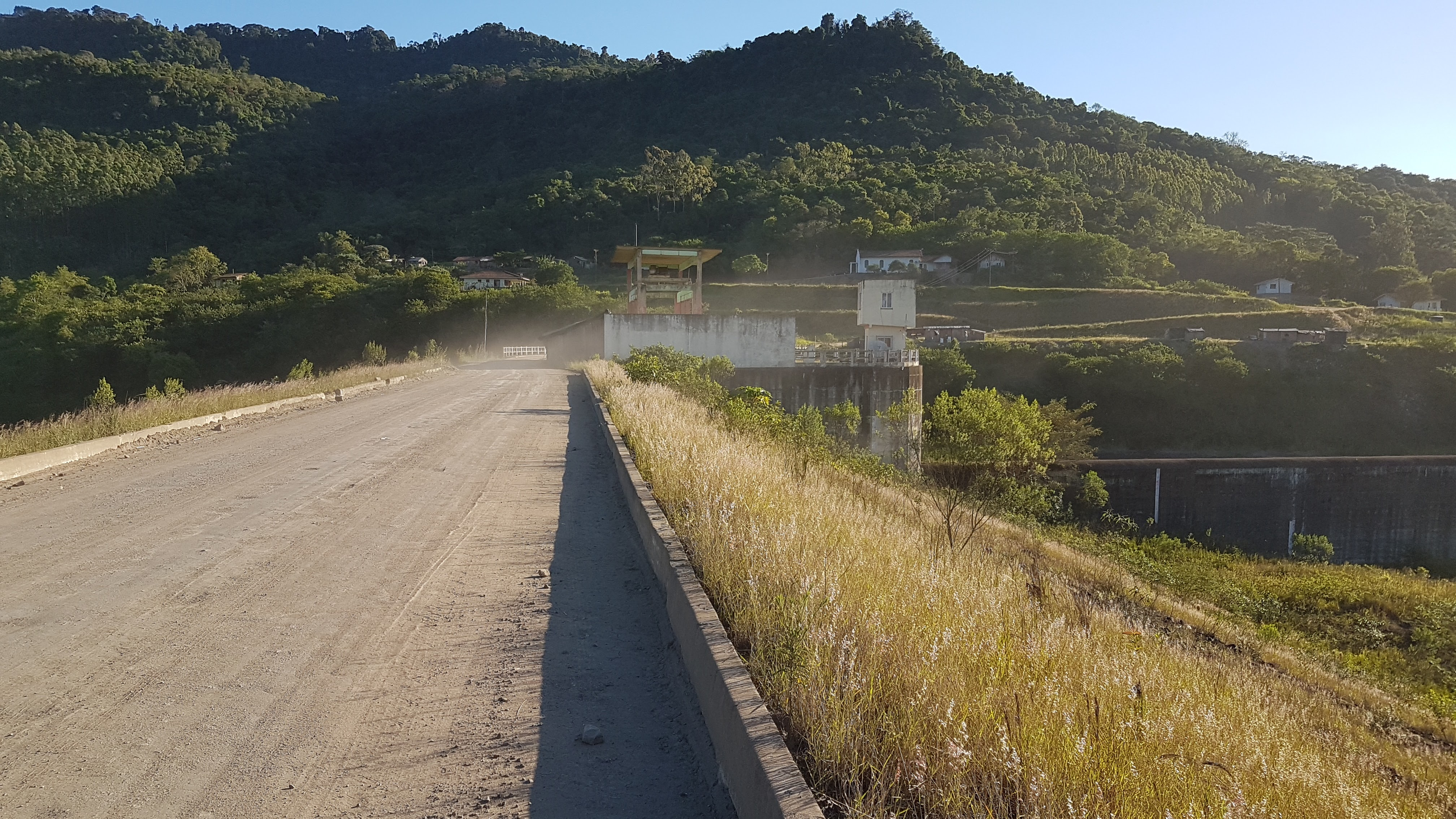
Barragem Norte, construída na área indígena Ibirama-La Klãnõ.

### Exploração
Outra transformação sofrida pelos indígenas nessas terras foi o aumento gradativo da exploração madeireira, mediante o fato de a extração e comercialização indiscriminadas privilegiarem comerciantes e funcionários da Fundação Nacional do Índio, criando no local uma tensão constante entre índios, madeireiros e os colonos que ocupavam as terras. Em 1997, a Funai criou uma equipe com o intuito da fiscalização, recuperação das terras invadidas e o estudo da redefinição dos limites indígenas. Tais fatos foram agravando o sustento dos Xokleng, que passaram a se dedicar pouco à agricultura, a ter a caça cada vez mais rara e a sobreviver da pesca e do comércio local.

### Módulos Sanitários
Em 2012, a Superintendência Estadual da Funasa em Santa Catarina (Suest/SC) assinou Ordens de Serviço de construção de Módulos Sanitários Domiciliares (MSD) nas aldeias indígenas catarinenses. As ações de Melhorias Sanitárias Domiciliares têm como objetivo atender às necessidades básicas de saneamento das famílias, por meio de instalações sanitárias mínimas, relacionadas ao uso da água e ao destino adequado dos esgotos no domicílio.

### Recuperação da estrutura
Em setembro de 2020 foram anunciadas licitações para possibilitar a retomada da operação da barragem, que funcionava apenas de forma emergencial. Entre os investimentos estão a elaboração do estudo de impacto ambiental e social da estrutura, um projeto de recuperação da barragem e a obra de um canal extravasor.

## Escolaridade
O Prolind (Programa de Formação Superior e Licenciatura Indígena) foi criado pelo Ministério da Educação para capacitar os cerca de 12 mil professores indígenas do país que atuavam, mas não tinham curso superior. Em 2008, veio a primeira verba para a elaboração do projeto, e em 2009, o projeto foi aprovado e a equipe viajou para diversas aldeias e conversou com representantes indígenas, procurando saber da necessidade e da importância do curso. Conforme a UFSC, o vestibular teve 400 indígenas inscritos, entre as etnias kaingang, xokleng e guarani, presentes em Santa Catarina. Destes, 120 iniciaram a graduação. Dois anos e meio depois, 95 continuam matriculados: 30 alunos da etnia guarani, 25 xokleng e 36 kaingang.
O programa prevê aulas presenciais e à distância, os estudantes passam cerca de seis semanas por semestre com aulas no campus da Universidade Federal de Santa Catarina e o restante do ano nas aldeias, executando projetos. As atividades no campus incluem também a participação dos chamados 'sábios indígenas', que compartilham o conhecimento passado de geração em geração.

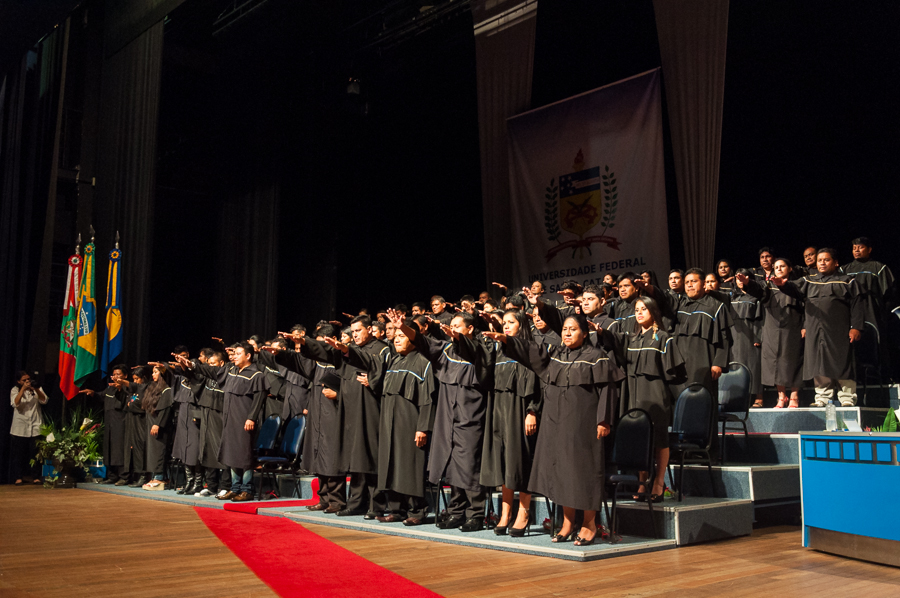
Primeira Formatura De Índios Laklãnõ/Xokleng Na Universidade Federal De Santa Catarina.

## Controvérsias

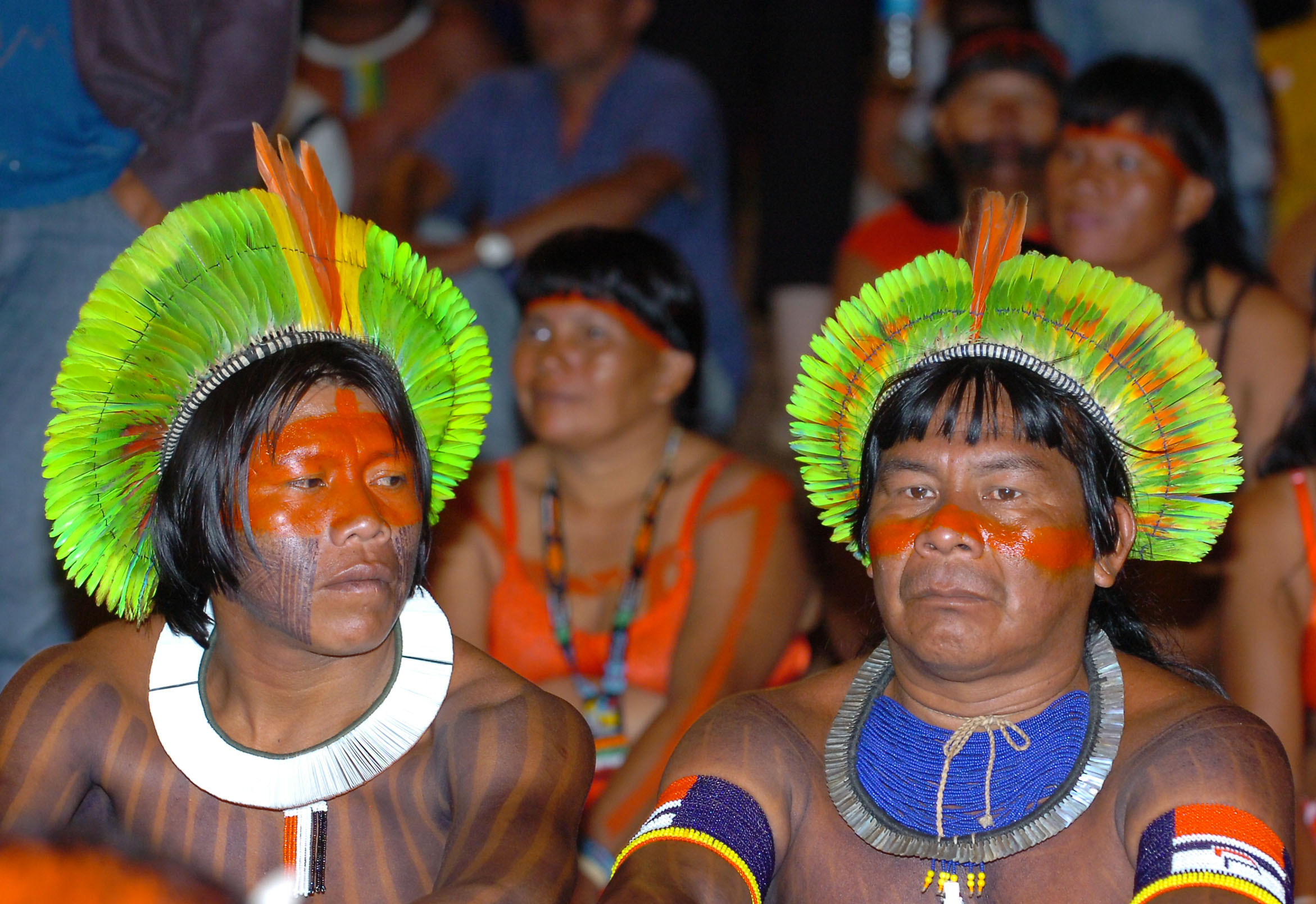
Povos indígenas brasileiros em Brasília, na Audiência pública na Comissão de Direitos Humanos e Legislação Participativa do Senado, que aborda os direitos dos povos indígenas.

Houve uma tentativa, através do Projeto de Decreto Legislativo nº 480, de 2008, de sustar os efeitos da Portaria nº 1.128 de 13 de agosto de 2003, do Ministério da Justiça, que homologava a demarcação da Terra Indígena Ibirama La-Klãnõ ou Duque de Caxias. O projeto foi rejeitado pela Comissão de Direitos Humanos da Câmara em 2011. Os autores da proposta, Deputados João Matos e Valdir Colatto, argumentavam que a ampliação das áreas indígenas em Santa Catarina causaria “grandes prejuízos econômicos e sociais” para a região. De acordo com o deputado Chico Alencar, contudo, não haveria prejuízo, tendo em vista que todas as terras demarcadas no estado representavam apenas 0,6% da área de Santa Catarina. Segundo Alencar, “Estatísticas elaboradas pelo Instituto Nacional de Colonização e Reforma Agrária mostraram que as terras aproveitáveis e não exploradas excedem em muito as áreas destinadas aos territórios indígenas”. Atualmente o projeto aguarda (em 25/02/2013) parecer na CDHM (Comissão de Direitos Humanos e Minorias).